# Gino Infantino
Gino Infantino (Rosario, 19 de mayo de 2003) es un futbolista argentino que juega como volante, y su actual equipo es el ACF Fiorentina de la Serie A de Italia.

## Trayectoria
Comenzó jugando al futbol a los cuatro años de edad en Villa del Parque, un club de barrio cercano a la casa donde se crio. Luego de permanecer un año allí, llegó al Club Renato Cesarini, uno de los clubes más reconocidos de Rosario, en donde permaneció seis años y realizó el baby futbol y sus primeros pasos en cancha de 11. En su paso por el club y gracias a uno de los trabajadores del club, realizó una prueba durante 15 días en el Real Madrid, entrenando en España. Finalmente, los clubes no llegaron a un acuerdo, por lo que Gino permaneció en Renato Cesarini hasta los once años de edad, donde pasó a otro club de la ciudad: la Agrupación Deportiva Infantil Unión Rosario (ADIUR). En su paso por el club recibió su primera convocatoria a la Selección Argentina y logró realizar varias pruebas en el Villareal de España, debido al convenio que ADIUR mantenía con el club español. Finalmente, por motivos personales decidió quedarse a jugar en la Argentina.

### Rosario Central
Tras cuatro años en ADIUR, llegó a Rosario Central en el año 2018 donde comenzó a jugar en octava división. En 2019 fue llamado a realizar pretemporada con reserva y desde aquel momento formó parte del plantel de dicha categoría. En reserva, jugó 21 partidos y marcó 2 goles entre los años 2019 y 2021.
En el año 2020, es citado por Cristian "Kily" González (recién asumido como director técnico de la primera división) a realizar la pretemporada con el plantel de Primera División. A pesar de formar parte del banco de suplentes en las primeras dos fechas, Gino debutó profesionalmente el día de 13 de noviembre de 2020 en la derrota de Central por 4 a 2 en condición de local frente a Banfield por la fecha 3 de la Fase Clasifación de la Copa de la Liga Profesional 2020, partido en el que ingresó desde el banco en el inicio del segundo tiempo. El 20 de mayo de 2021, Infantino disputó su primer partido internacional en la victoria 5 a 0 frente a Huachipato de Chile por la fecha 5 de la Copa Sudamericana 2021, ingresando a los 28 minutos del segundo tiempo.

### Fiorentina
El 3 de agosto de 2023, se hizo oficial su llegada a Fiorentina, donde el equipo Italiano le pagó a Rosario Central cerca de 3,5 millones de euros y firmó contrato hasta 2028.

## Selección nacional

### Selección sub-20

#### Sudamericano 2023
A fines del 2022, fue incluido por Mascherano en una preselección para preparar el plantel que disputaría el Sudamericano sub-20 a realizarse en Colombia en enero del 2023. El 6 de enero fue publicada la lista de los convocados oficiales, integrada por él y dos de sus compañeros de Rosario Central, Alejo Véliz y Ulises Ciccioli.
Gino disputó los cuatro partidos correspondientes a la fase de grupos, todos en condición de titular y siendo el capitán del equipo. En la fecha 4 de la fase inicial, Infantino marcó el único gol en la victoria de la Argentina frente a sus pares de Perú, lo que significó su primer gol con la camiseta del seleccionado nacional. Sin embargo la selección cayo en la siguiente fecha frente a Colombia, quedando eliminada del Sudamericano y sin clasificar a la próxima Copa Mundial de Fútbol Sub-20.

#### Copa del Mundo 2023
Luego que la FIFA le quitara a Indonesia la sede del Mundial sub-20 2023 y la posterior confirmación de Argentina como nuevo país anfitrión, la selección sub-20 de Argentina recibió una clasificación automática al ser el nuevo país organizador. Gino fue incluido dentro de la preselección de 37 jugadores junto a dos de sus compañeros de Rosario Central, Alejo Véliz y Ulises Ciccioli.
El 5 de mayo se dio a conocer la lista oficial de los 21 jugadores convocados de Javier Mascherano para disputar el Mundial sub-20, en la que se incluye a Gino y a su compañero de plantel canalla Alejo Véliz.
Gino disputó los tres encuentros de la fase de grupos del grupo A: dos ingresando desde el banco de suplentes (frente a Uzbekistán y Guatemala) y uno como titular (Nueva Zelanda), en el que marcó el segundo gol de la victoria por 5 a 0 frente al conjunto oceánico y además fue capitán del equipo. La selección argentina clasificó a octavos de final, primera del grupo A. Finalmente, la selección quedaría eliminada en la siguiente instancia de octavos de final, cayendo por 2 a 0 frente a Nigeria.

### Participaciones en competencias
| Torneo              | Sede      | Resultado        | Partidos | Goles | Asistencias |
| ------------------- | --------- | ---------------- | -------- | ----- | ----------- |
| Sudamericano Sub-20 | Colombia  | Primera ronda    | 4        | 1     | 0           |
| Mundial Sub-20 2023 | Argentina | Octavos de final | 4        | 1     | 0           |
| Total               | Total     | Total            | 8        | 2     | 0           |

## Estadísticas

### Clubes
Actualizado hasta su último partido disputado el 17 de febrero de 2025.
| Club                            | Div.          | Temporada     | Liga  | Liga  | Liga   | Copas nacionales | Copas nacionales | Copas nacionales | Torneos internacionales | Torneos internacionales | Torneos internacionales | Total | Total | Total  |
| Club                            | Div.          | Temporada     | Part. | Goles | Asist. | Part.            | Goles            | Asist.           | Part.                   | Goles                   | Asist.                  | Part. | Goles | Asist. |
| ------------------------------- | ------------- | ------------- | ----- | ----- | ------ | ---------------- | ---------------- | ---------------- | ----------------------- | ----------------------- | ----------------------- | ----- | ----- | ------ |
| C. A. Rosario Central Argentina | 1.ª           | 2020          | —     | —     | —      | 5                | 0                | 0                | —                       | —                       | —                       | 5     | 0     | 0      |
| C. A. Rosario Central Argentina | 1.ª           | 2021          | 15    | 3     | 0      | —                | —                | —                | 2                       | 0                       | 0                       | 17    | 3     | 0      |
| C. A. Rosario Central Argentina | 1.ª           | 2022          | 23    | 2     | 1      | 12               | 0                | 0                | —                       | —                       | —                       | 35    | 2     | 1      |
| C. A. Rosario Central Argentina | 1.ª           | 2023          | 17    | 1     | 1      | —                | —                | —                | —                       | —                       | —                       | 17    | 1     | 1      |
| C. A. Rosario Central Argentina | Total club    | Total club    | 55    | 6     | 2      | 17               | 0                | 0                | 2                       | 0                       | 0                       | 74    | 6     | 2      |
| ACF Fiorentina · Italia         | 1.ª           | 2023-24       | 6     | 0     | 0      | 1                | 0                | 0                | 2                       | 0                       | 1                       | 9     | 0     | 1      |
| ACF Fiorentina · Italia         | Total club    | Total club    | 6     | 0     | 0      | 1                | 0                | 0                | 2                       | 0                       | 1                       | 9     | 0     | 1      |
| Al-Ain F. C. · EAU              | 1.ª           | 2024-25       | 3     | 0     | 0      | 1                | 1                | 0                | 3                       | 0                       | 0                       | 7     | 1     | 0      |
| Al-Ain F. C. · EAU              | Total club    | Total club    | 3     | 0     | 0      | 1                | 1                | 0                | 3                       | 0                       | 0                       | 7     | 1     | 0      |
| Total carrera                   | Total carrera | Total carrera | 64    | 6     | 2      | 19               | 1                | 0                | 7                       | 0                       | 1                       | 90    | 7     | 3      |
| 1. 2. 3.                        |               |               |       |       |        |                  |                  |                  |                         |                         |                         |       |       |        |

### Selección nacional
Actualizado hasta su último partido disputado el 31 de mayo de 2023.
| Selección        | Año             | Amistosos | Amistosos | Amistosos | Eliminatorias | Eliminatorias | Eliminatorias | Continental | Continental | Continental | Mundial | Mundial | Mundial | Total | Total | Total  |
| Selección        | Año             | Part.     | Goles     | Asist.    | Part.         | Goles         | Asist.        | Part.       | Goles       | Asist.      | Part.   | Goles   | Asist.  | Part. | Goles | Asist. |
| ---------------- | --------------- | --------- | --------- | --------- | ------------- | ------------- | ------------- | ----------- | ----------- | ----------- | ------- | ------- | ------- | ----- | ----- | ------ |
| Sub-20 Argentina | 2022            | 6         | 0         | 0         | —             | —             | —             | —           | —           | —           | —       | —       | —       | 6     | 0     | 0      |
| Sub-20 Argentina | 2023            | 2         | 0         | 0         | —             | —             | —             | 4           | 1           | 0           | 4       | 1       | 0       | 10    | 2     | 0      |
| Total selección  | Total selección | 8         | 0         | 0         | 0             | 0             | 0             | 4           | 1           | 0           | 4       | 1       | 0       | 16    | 2     | 0      |
| 1. 2.            |                 |           |           |           |               |               |               |             |             |             |         |         |         |       |       |        |